# KwaDukuza
KwaDukuza (früher Stanger) ist eine Stadt in der südafrikanischen Provinz KwaZulu-Natal, etwa 60 Kilometer nördlich von Durban und 7 Kilometer vom Indischen Ozean entfernt. Sie ist Hauptstadt des Distrikts iLembe. 2011 hatte sie 51.536 Einwohner. KwaDukuza liegt auf einer Höhe von 101 Metern über dem Meeresspiegel.

## Geschichte

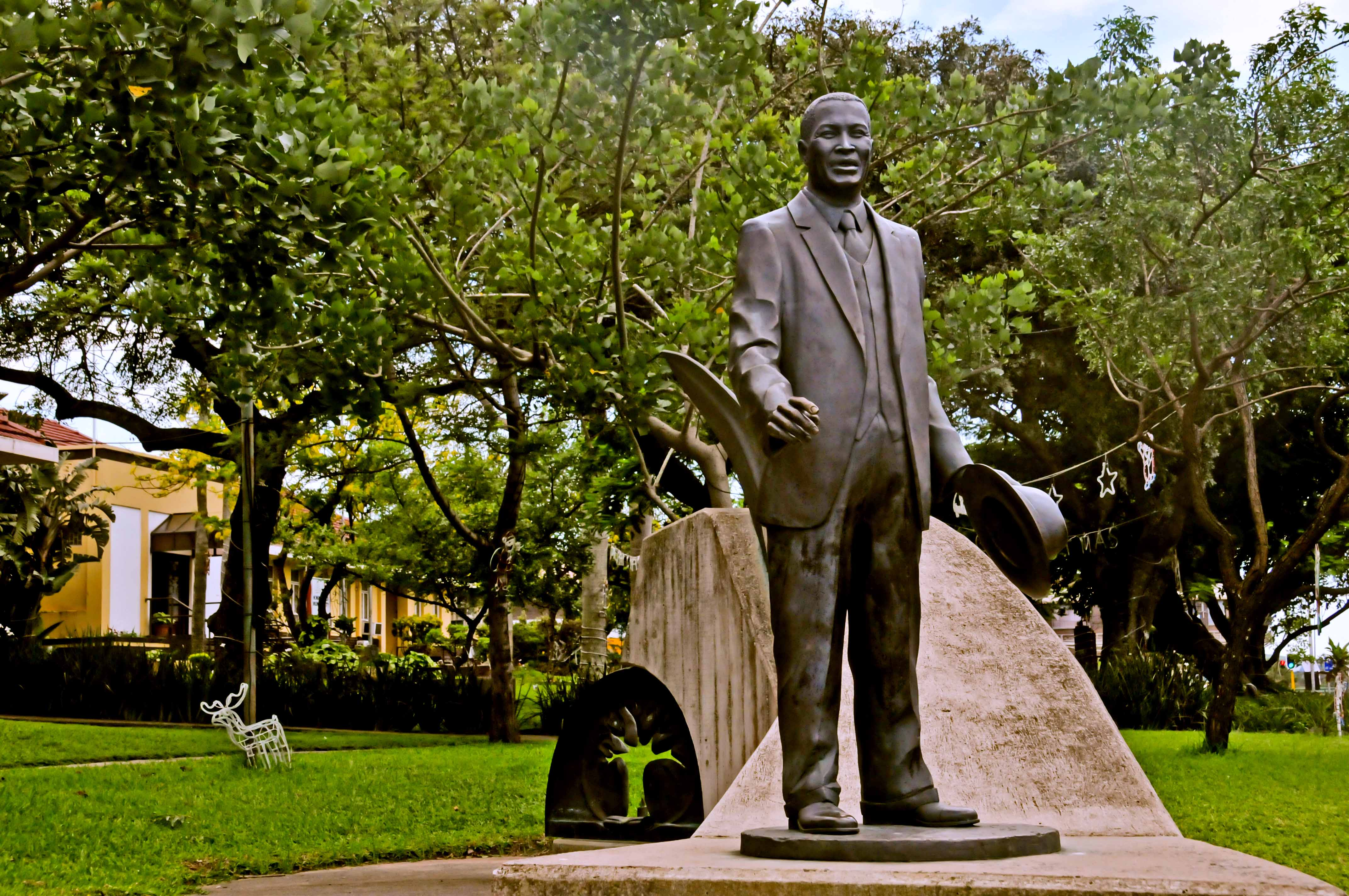
Albert-John-Luthuli-Denkmal in KwaDukuza

Der Ort wurde 1820 vom Zulu-König Shaka als KwaDukuza (isiZulu für „Ort der verlorenen Person“) gegründet. 1828 wurde Shaka von seinem Halbbruder Dingane ermordet, und anschließend wurde die Stadt niedergebrannt.
1873 bauten europäische Siedler an dieser Stelle die Stadt Stanger. Sie wurde zu Ehren des ersten Hauptvermessers der Kolonie Natal, William Stanger (1811–1854), benannt. 1998 erhielt der Ort seinen ursprünglichen Namen zurück. Der erste afrikanische Friedensnobelpreisträger, Albert John Luthuli, ist hier beerdigt. Eine Sehenswürdigkeit ist das Grabmal von Shaka.
Vorrangig für landwirtschaftliche Betriebe siedelten sich hier seit der zweiten Hälfte des 19. Jahrhunderts indische Vertragsarbeiter an.

## Verkehr und Wirtschaft
Die Kearsney–Stanger Light Railway war eine 12,8 km lange Schmalspurbahn zwischen Kearsney Manor und dem Bahnhof von KwaDukuza. Sie wurde am 2. Januar 1901 eingeweiht und bis etwa 1944 betrieben. Heute ist KwaDukuza ein Eisenbahnknotenpunkt und das Zentrum der Zuckerrohrproduktion in dieser Region.

## Städtepartnerschaften
- Swakopmund (seit 2013)[5]